# Phacidiopycnis padwickii
Phacidiopycnis padwickii är en svampart som först beskrevs av Khesw, och fick sitt nu gällande namn av B. Sutton 1980. Phacidiopycnis padwickii ingår i släktet Phacidiopycnis,  och familjen Bulgariaceae.   Inga underarter finns listade.